# Kyosho
Kyosho Corporation (京商株式会社?, Kyōshō Kabushiki Kaisha) è un'azienda giapponese di modellismo. Il marchio internazionale è KYOSHO. La sede centrale è locata a Chiyoda, mentre la sede operativa a Atsugi. 
Produce auto, aerei, elicotteri e navi. Kyosho produce anche die-cast di auto. Il maggior concorrente è Tamiya. Kyosho ha evitato la competizione diretta con Tamiya nell'ambito auto-RC fin dagli anni'80, ove la Tamiya era più attiva, concentrandosi su auto scala 1/8 buggies, serie Mini-Z e elicotteri. Tra le altre cose produce i robot bipedi Manoi.

## Storia

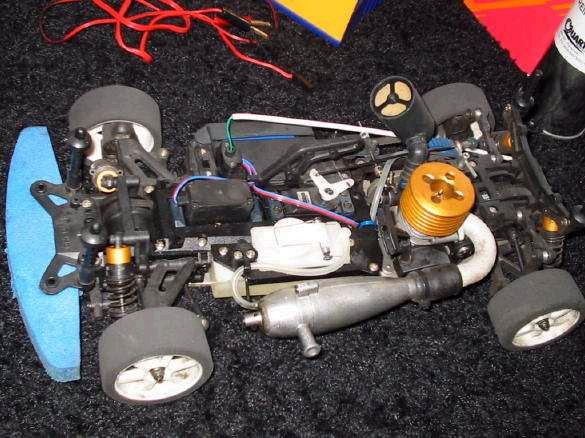
V-ONE S

È una delle più antiche aziende di radiomodellismo in Giappone, fondata nel 1963. Kyosho produce anche modellismo automobilistico statico. Auto RC in scala 1:8, serie Mini-Z, e elicotteri RC sono il core business dell'azienda. Il primo marchio di auto RC risale al 1970. La prima produzione di modellismo statico die-cast risale al 1992.
Dal luglio 2014 la divisione tedesca di Kyosho è stata acquisita dalla Robbe.

## Prodotti R/C
Kyosho produce una vasta gamma di modelli radiocomandati: auto, camion, escavatori, elicotteri, aerei, imbarcazioni. Ha acquisito il Team Orion, che produce motori elettrici (con e senza spazzole), batterie NiMH e LiPo.

### Auto
- 1/8 scale engine cars
- 1/10 scale engine cars
- 1/10 scale electric cars
- 1/50 scale electric earth moving equipment
- 1/28 scale Mini-Z racers

Vincitrici del IFMAR World Championship

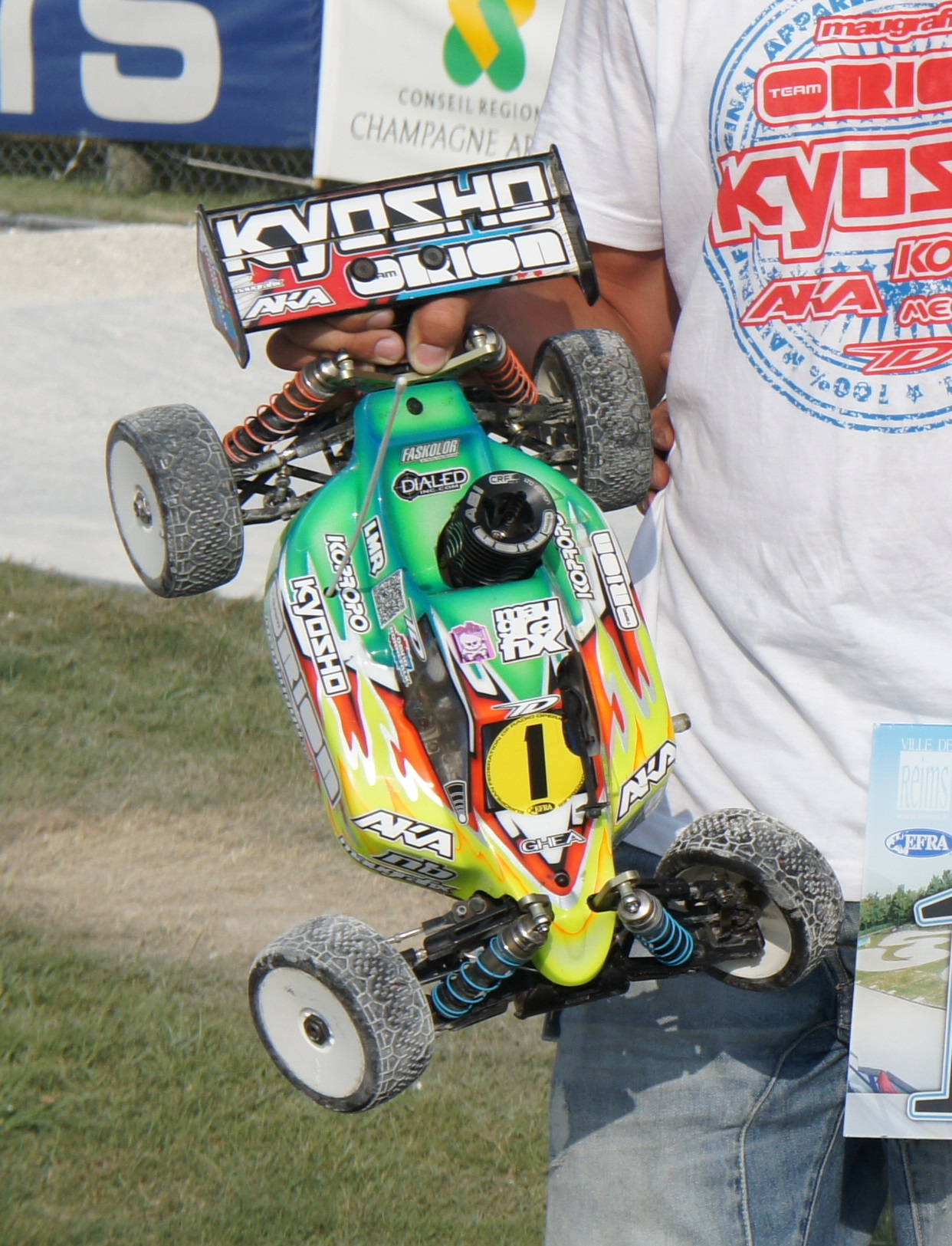
2013, EFRA winner.

- 1/10 Electric Off Road 2WD
  - 1987 - Ultima
- 1/10 IC Track
  - 2004 - PureTen V-One RRR
  - 2008 - PureTen V-One RRR Evo 2
- 1/8 IC Off Road
  - 1992 - Inferno
  - 1994 - Turbo Inferno
  - 1996 - Inferno MP-5
  - 1998 - Inferno MP-6
  - 2000 - Inferno MP-7.5
  - 2002 - Inferno MP-7.5
  - 2006 - Inferno MP777 WC
  - 2010 - Inferno MP9 TKI2
- 1/8 IC Track
  - 2003 - Evolva
  - 2005 - Evolva 2005
  - 2007 - Evolva M3
  - 2009 - Evolva M3 Evo

### Auto a motore a scoppio
- 1/8 on-road
  - Evolva series (Evolva 2003, Evolva 2005, Evolva 2007, Evolva M3, Evolva M3 Evo)
  - Inferno GT series
- 1/7 off road
  - Scorpion GP XXL
- 1/8 off road
  - ST series
- 1/8 off-road
  - Inferno series
- 1/10 on-road
  - Pure-Ten series (Alpha, Alpha II, Alpha III, V-ONE, FW-05T, FW-06, FAZER)
- 1/10 off-road
  - Inferno TR15
  - DBX/DST/DRT/DRX
- 1/16 off-road
  - GP Mini Inferno 09
- 1/8 on-road
  - Fantom series
- 1/8 off-road
  - Burns series
  - Circuit 20 series
  - LandJump
- 1/10 off-road
  - Circuit 10 series
- 1/12 off-road
  - PeanutBuggy series
- 1/12 on-road
  - PeanutRacer series
- mini Z

### Auto a motore elettrico
- 1/10 touring scale
  - TF-5
  - TF-5 stallion
  - TF-6
- 1/12 scale
  - SuperSport
  - MachSport
  - SonicSport
  - LazerSport
  - Super Alta
  - Fantom EP-4WD
  - Plazma EP 2WD MarkI,Mark II,and Mark III
  - Fantom EXT EP-4WD
  - Axis EX
  - ImpressR961
- 1/10 touring scale
  - PureTen EP Spider
  - PureTen EP Spider TF-2
  - PureTen EP Spider TF-3
  - PureTen EP Spider TF-4 Type-R
  - KX-One
  - PureTen

### Fuoristrada elettrici
Durante gli anni'80 produsse in scala 1/10 gli All-terrain vehicle buggy

#### Modelli 4WD
- 1978 Eleck Peanuts
- 1979 Rally-sports Renault Alpine A310
- 1982 Scorpion
- 1983 Tomahawk
- 1984 Progress 4WDS
- 1985 Optima/Javelin
- 1987 Ultima
- 1988 Optima Mid
- 1989 Turbo Optima Mid
- 1989 Lazer ZX

#### DASH 1
Kyosho iniziò la commercializzazione della DASH 1 nel 1970, come prima auto RC giapponese. Tre tipi di carrozzerie erano possibili; le più popolari nel Japanese Grand Prix: Porsche 917, Lola T70, McLaren e Elva. All'epoca la DASH 1 costava 23.000 yen, senza motore. I motori utilizzati erano classe 19 della VECO (West Germany) e K&B (U.S.A.) per impieghi marini con carburatore Perry e marmitta Kyosho.

#### DASH 2
Nel 1971 la DASH 2 per i principianti, al costo di 16.500 Yen. DASH 1 aveva telaio in due parti, La DASH 2 in uno solo, con motore frontale. La SUPER DASH (prezzo 26.000 Yen) fu creata per competizioni.

#### DASH 3
LA DASH 3 e la DUNE BUGGY risalgono al 1972.

#### Eleck Peanuts
Il primo fuoristrada elettrico Kyosho a 9.800 yen.

#### Rally-sports
Una 2WD off-road con motore RS540 posteriore. Telaio della Alpine A310, con double wishbone suspension anteriormente e braccio semirigido posteriormente. Telaio in alluminio e parte posteriore successivamente passati alla Scorpion. Venduta a 16.000 yen.

#### Scorpion
Kyosho creò la scala 1/8 buggy "Circuit 20". La Scorpion ne era la variante in miniatura. La sospensione a doppio braccio anteriore, semirigida al posteriore, telaio in alluminio, motore RS540S, ammortizzatori ad olio con molle elicoidali furono ragguardevoli per un modello scala 1/8 all'epoca. Le batterie vennero posizionate anteriormente e il peso ridotto di 1.680g ne fecero un rivale per la Tamiya Rough Rider e la aoyagi Metals Company 556B. Il costo fu di 17.800 yen.
Il "Tomahawk" usava le stesse sospensioni della Scorpion, ma il telaio completamente diverso con peso a 1.450g. Costo 19.800 yen.
La "Turbo Scorpion" derivava dalla Scorpion venduta la prezzo di 19.800 yen.
Lo stesso telaio fu usato per la "Advance" e la "Assault". Nel 2012 Kyosho presenta la Scorpion XXL Ve. Scala 1/7 trazione posteriore elettrica dunebuggy.
Nel 2014 Kyosho annuncia una rivisitazione della Scorpion, ammodernata nel motore e nelle sospensioni.

#### Serie Progress
La "Progress 4WDS" fu la prima serie Kyosho elettrica 4WD off-road racer.
- Progress 4WDS
- Gallop 4WDS
- Gallop MKII

#### Serie Optima
La serie di maggior successo della Kyosho nel 4WD off-road racers.
Modelli (in ordine di rilascio)
- Optima 4WD buggy con trasmissione a catena.
- Javelin
- Gold Optima il nome deriva dalla anodizzazione color oro di molte parti.
- Turbo Optima batteria 8.4V e motore Le Mans 240S.
- Salute una Turbo Optima con corpo diverso
- Optima Pro 4WD
- Optima Mid trasmissione a cinghia motore con RMR layout. Telaio in duralluminio e plastica GF.
- Turbo Optima Mid
- Turbo Optima Mid SE
- Turbo Optima Mid Special
- Optima Mid Custom
- Optima Mid Custom Special

#### Serie Ultima
La 2WD racing buggy creata dalla "Tomahawk". Vinse il primo premio nella gara per il secondo campionato mondiale off-road 2WD in Inghilterra nel 1987.
- Ultima 2WD buggy creata dalla Optima series
- Turbo Ultima
- Ultima Pro
- Ultima Pro XL
- Ultima II and Turbo Ultima II
- Outlaw Ultima ST
- Triumph
- Pro X
- Ultima RB
- Ultima RB Type-R Evolution
- Ultima RB5 (marzo 2007)
- Ultima RB5 SP (maggio 2009)
- Ultima RB5 SP2 (aprile 2010)
- Ultima RT5 (2WD truck, settembre 2009)
- Ultima SC (2WD CORR truck, febbraio 2010)
- Ultima SCR (2WD truck, 2011)
- Ultima RB6 (2WD Electric Buggy, ottobre 2012)

## Die-Cast
Dal 1992, Kyosho crea modelli statici Die-Cast di autoveicoli. Kyosho compete con AUTOart, Minichamps e Hot Wheels. Kyosho è esclusiva della produzione di modelli BMW venduti nelle rivendite ufficiali.

## Aerei

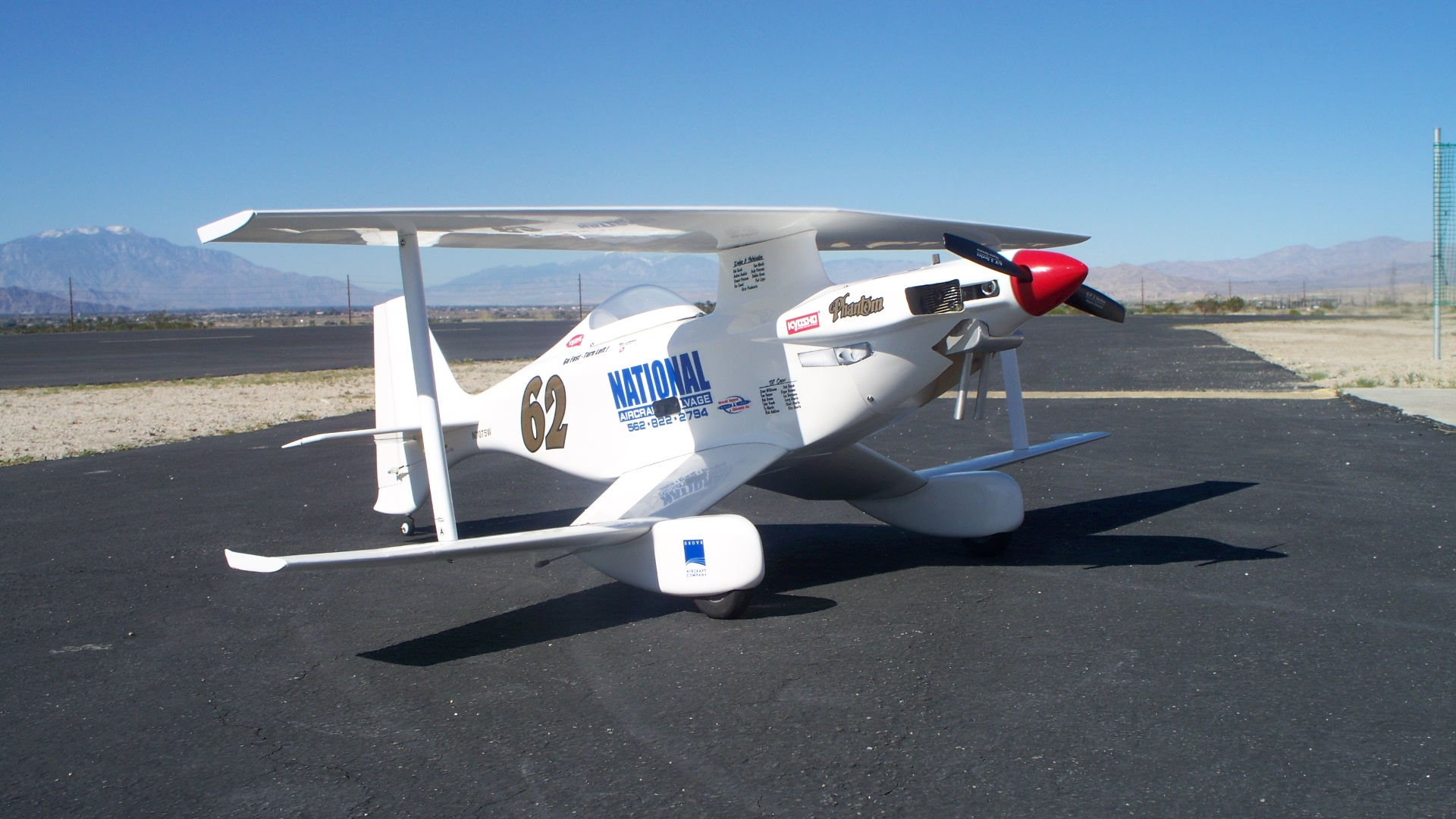
RC replica Aberle Phantom nel 2007

Il "Phantom 70" in scala 1/4 è una replica del Aberle Phantom biplano. Il Phantom reale è costruito dalla Aberle Custom Aircraft e sponsorizzato nel 2007 dalla Kyosho per la Reno Air Races. Il velivolo ha stabilito un record nel 2004 come biplano più veloce con 241 mph. Un nuovo record nel 2006 con 251.958 mph.

## Elicotteri
Un modello notevole è stato il Caliber M24 del 2004, riproduzione dello Schweizer 300, elettrico con rotore bipala e bilanciere, rotore di coda. Il radiocomando in FM permetteva inoltre l'azionamento per un simulatore di volo su PC.